# La cosa più bella
La cosa più bella è il titolo dato ad una lirica pressoché completa di Saffo, citata come Fr. 16 Voigt.

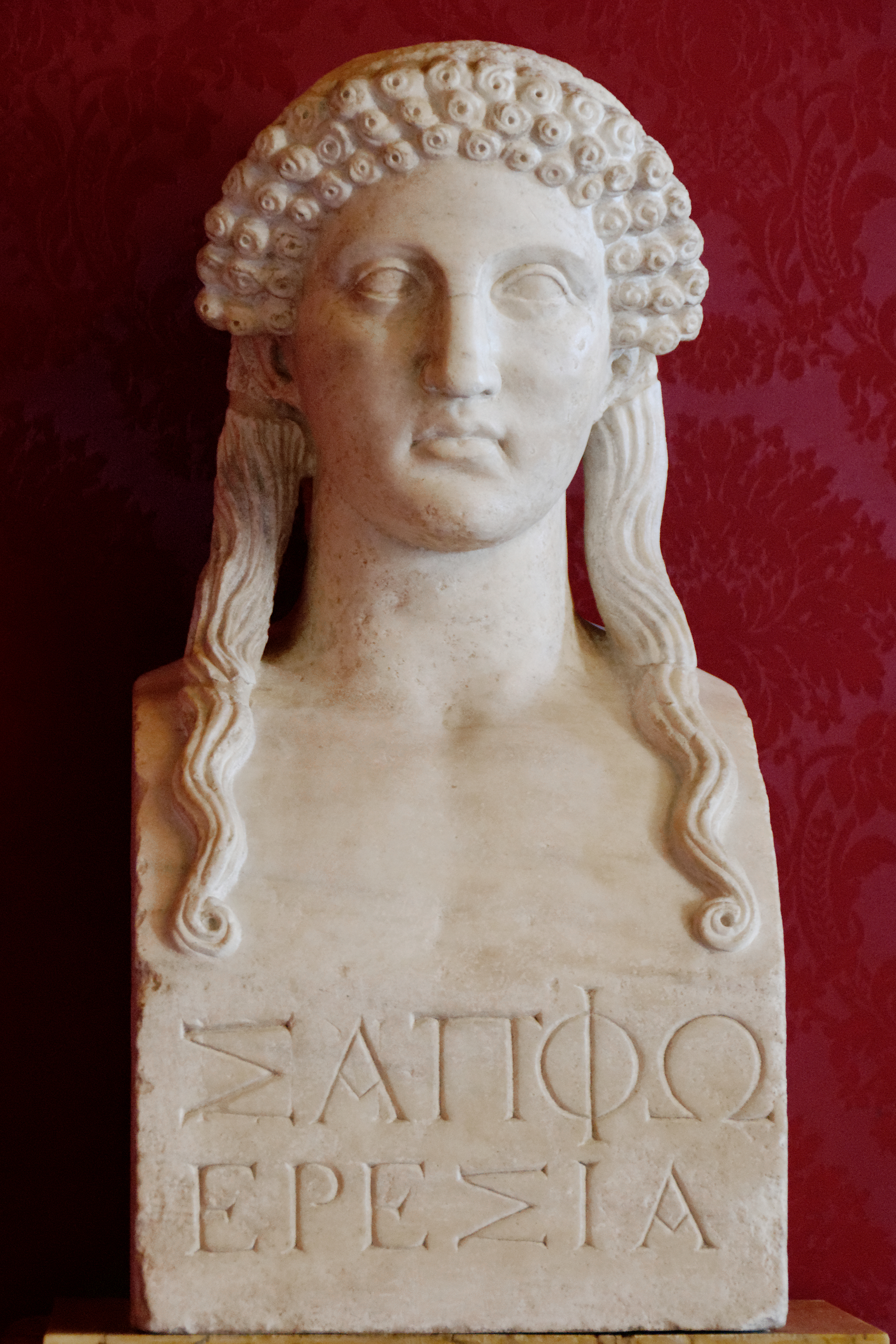
Busto di Saffo conservato nei Musei capitolini a Roma

## Preservazione
Il frammento 16 di Saffo venne rinvenuto e pubblicato dagli archeologi Bernard Pyne Grenfell (artefice della maggior parte dei ritrovamenti degli scritti di Saffo) e Arthur Surridge Hunt: il testo della poesia era scritto sul Papiro Ossirinco 1231, un manoscritto del II secolo d.C. del Libro I di un'edizione alessandrina dell'opera di Saffo.
Nel 2014, i papirologi Dirk Obbink, Simon Burris e Jeffrey Fish hanno ritrovato e aggiunto alcune parole inedite al testo già noto del poema. Quest'ultimo scritto dovrebbe risalire tra la fine del II e l'inizio del III secolo, ed è stato pubblicato per la prima volta nel 2014. Tale papiro, quasi perfettamente intatto, conteneva anche cinque strofe del celebre Carme dei fratelli, sempre della poetessa.

## Testo
οἰ δὲ νάων φαῖσ’ ἐπ[ὶ] γᾶν μέλαι[ν]αν

ἔ]μμεναι κάλλιστον, ἔγω δὲ κῆν’ ὄτ-

τω τις ἔραται.

πά]γχυ δ’ εὔμαρες σύνετον πόησαι

π]άντι τ[οῦ]τ’, ἀ γὰρ πολὺ περσ[κέθοισ]α

κάλ]λος [ἀνθ]ρώπων Ἐλένα [τὸ]ν ἄνδρα

τὸν] [πανάρ]ιστον

καλλ[ίποι]σ’ ἔβα ‘ς Τροίαν πλέο[ισα

κωὐδ[ὲ πα]ῖδος οὔδε φίλων το[κ]ήων

πάμπαν] ἐμνάσθ[η], ἀ[λλὰ] παράγαγ’ αὔταν

Κύπρις ἔραι]σαν

[εὔθυς εὔκ]αμπτον γὰρ [ἔχοισα θῦμο]ν

[ἐν φρέσιν] κούφως τ[ὰ φίλ΄ ἠγν]όη[ε]ν̣

ἄ με] νῦν Ἀνακτορί[ας ὀνὲ]μναι-

σ’ οὐ ] παρεοίσας,

τᾶ]ς [κ]ε βολλοίμαν ἔρατόν τε βᾶμα

κἀμάρυχμα λάμπρον ἴδην προσώπω

ἢ τὰ Λύδων ἄρματα [κἀν ὄπλοισι]

πεσδομ]άχεντας.»
altri di navi dicono che sulla nera terra

sia la cosa più bella, mentre io ciò che

uno ama.

Tanto facile è far capire

questo a tutti, perché colei che di molto superava

gli uomini in bellezza, Elena, il marito

davvero eccellente

lo abbandonò e se ne andò a Troia navigando,

e né della figlia, nè dei cari genitori

si ricordò più, ma tutta la sconvolse

Cipride innamorandola.

E ora ella, che ha mente inflessibile,

in mente mi ha fatto venire la cara

Anattoria, che non mi è

vicina.

Potessi vederne il seducente passo

e il lucente splendor del volto

più che i carri dei Lidi e, in armi,

i fanti.»
(trad. A. D'Andria)

## Analisi

### Struttura poetica
La poesia sopracitata è costituita da venti versi, anche se è incerto se la poesia originale finisse al verso 20 oppure continuasse con un'altra strofa. In quest'ultimo caso tale testo risulterebbe perciò mutilo.
Così come altre poesie contenute nel Libro I delle opere di Saffo, il frammento 16 è scritto in strofe saffiche, ossia è suddiviso in strofe di quattro versi ciascuna. I primi tre di ogni strofa sono caratteristici versi endecasillabi saffici, mentre il quarto è costituito da un adonio di cinque sillabe.
Saffo, per enunciare la sua predilezione dell'amore su qualsiasi bene materiale, si serve del cosiddetto Priamel, ossia un'elencazione di concetti al cui termine è presente quello prediletto dall'autore.
La poesia segue una struttura circolare, poiché inizia con un exemplum, costituito dalle mitiche vicende Elena e Paride, e nella strofa conclusiva ritorna a tale argomento per chiudere la poesia.

### Significato e commento
Saffo in questa poesia enuncia una opinione di tipo generale, ossia quale possa essere la cosa più bellaː ai beni materiali essa oppone l'amore. E lo fa riferendo un assunto mitico esemplare, quello di Elena che, innamorata, abbandonò un ottimo marito e l'intera famiglia. Infine, dopo aver concluso che Afrodite è una dea a cui non si può resistere, Saffo chiude con una vicenda più privata, una nota di nostalgia per la sua Anactoria lontana, che la poetessa preferirebbe a qualsiasi bene materiale.

#### Anactoria
L'Anactoria citata nel frammento 16 è probabilmente la stessa menzionata nella Suda come allieva di Saffo. L'oratore Massimo di Tiro parla di Anactoria, così come di altre due allieve Atti e Girinna, come di una ragazza "che Saffo amò come Socrate amò Carmide e Fedro e sopra tutti Alcibiade".
Nella poesia, Anactoria è assente, anche se dai versi finora rinvenuti non viene esplicitato il perché. Un suggerimento è che abbia lasciato il tiaso e di conseguenza anche Saffo per sposarsi. Lo storico e filologo Christopher Brown sostiene che la descrizione dell'αμαρυχμα di Anactoria ("lo scintillio radioso del suo viso") suggerisce la χαρις ("grazia", "fascino") di una tipica "ragazza nubile" in età da matrimonio, e che è probabile che Anactoria sia tornata nella sua città natale per sposarsi. Eric Dodson-Robinson aggiunge anche che la poesia potrebbe essere stata eseguita proprio a un matrimonio (il che renderebbe il componimento un epitalamio), con Anactoria che rappresenta la sposa che lascia la sua famiglia e i suoi amici per trasferirsi nella casa dello sposo.
Al contrario, il greco George Koniaris ha smentito tali ipotesi, sostenendo che non vi è nessuna ragione speciale per credere che Anactoria abbia lasciato Saffo per un uomo. Il filologo classico Glenn Most a tal proposito suggerisce che l'assenza della ragazza potrebbe non essere dovuta a nessun particolare motivo, nulla che non sia temporaneo.